# Literatura galego-portuguesa
A literatura galego-portuguesa ou literatura galaico-portuguesa é a escrita em galego-português produzida em diversas zonas da Península Ibérica entre os séculos XII e XV. Isso inclui poesia lírica sagrada e profana e diferentes tipos de prosa. Por vezes a literatura medieval galego-portuguesa é classificada em era trovadoresca, ou trovadorismo, e era pós-trovadoresca.
Entre os séculos XII e XIV, um movimento poético de língua galego-portuguesa floresceu no oeste da Península Ibérica. Esta foi a única poesia escrita em língua românica nos reinos da Galiza (antes e depois da independência de Portugal), Leão e Castela. Esta literatura foi escrita numa forma altamente elaborada de galego-português, independentemente da origem do autor. Pelo contrário, a prosa medieval galego-portuguesa, bastante escassa, consiste principalmente em traduções de obras escritas noutras línguas feitas para serem lidas na Galiza. Contudo, a partir de finais do século XV, as circunstâncias sócio-linguísticas resultantes das consequências político-social da época conduzirão à “independência” da língua portuguesa relativamente ao galego e à divisão do sistema literário galego-português, dando lugar a Idade das Trevas na Galiza e o nascimento da literatura portuguesa.

## Lírica

### Origens
A lírica trovadoresca galego-portuguesa resulta da mistura entre uma antiga tradição oral autóctone (cuja origem é popular e difundida pelos jograis, que depois com a influência occitana gerou a cantiga de amigo); e outra exclusivamente estrangeira, de origem occitana, mais "culta" (associada à escrita) e cortês, utilizada pelos trovadores, que gerou a canção de amor.

### A lírica Profana

#### Contexto histórico

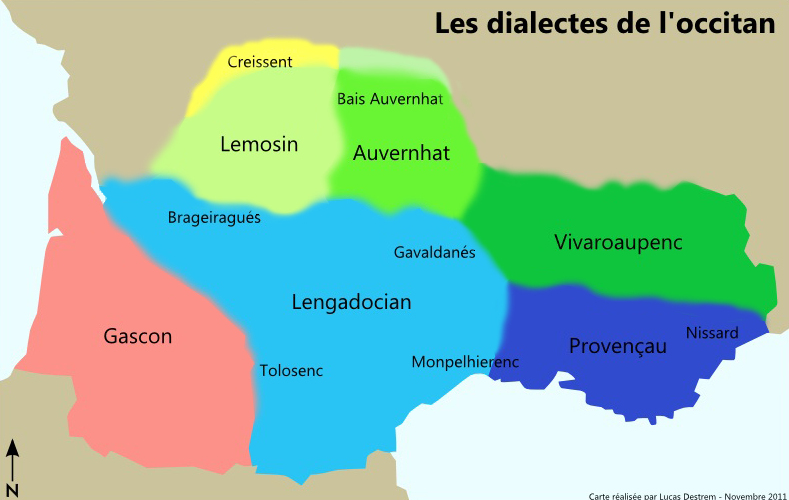
Língua occitana.

A lírica profana galego-portuguesa surge depois da introdução da lírica trovadoresca provençal, que era escrita em Língua occitana. 
A lírica trovadoresca surge devido ao excedente económico e à paz alcançada na região. Graças a esta circunstância, os senhores feudais do século XII podiam viver rodeados de luxo e dedicar-se ao cultivo das letras.
O desenvolvimento da lírica trovadoresca provém do facto de os trovadores galegos e provençais conviveram na mesma corte, devido o exílio em Castela de alguns poetas occitanos após a cruzada contra os cátaros. Mesmo assim, os galegos não copiaram os occitanos, mas foi uma grande fonte de inspiração.

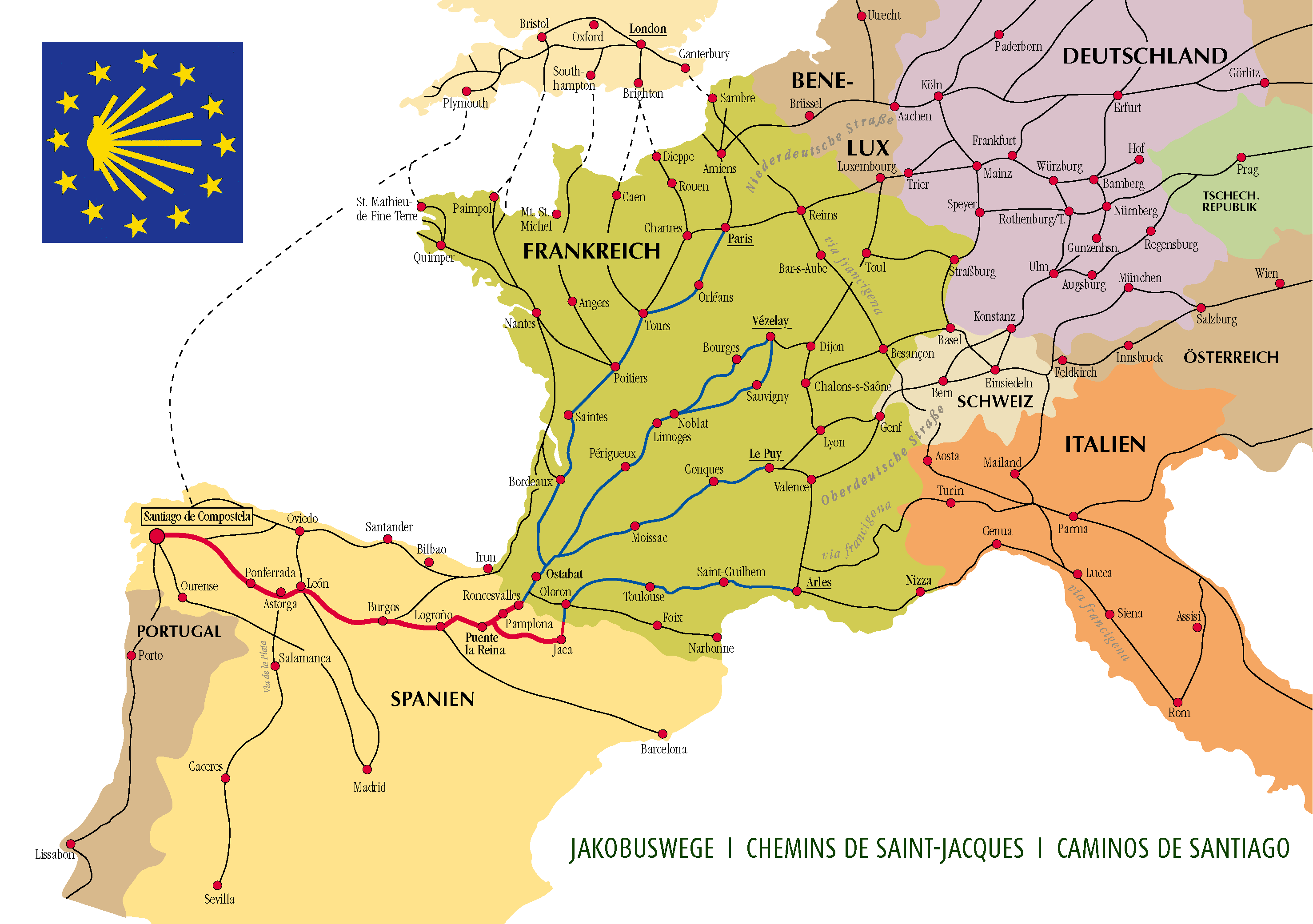
O Caminho de Santiago favoreceu a chegada do lirismo provençal.

A lírica trovadoresca profana deve muito também a cidade compostelana por ser um centro de peregrinação para toda a Europa, o que favoreceu a chegada de inovações poéticas que se combinaram com a tradição galega, na corte de Leão. De resto, neste processo, à corte real de Leão devem juntar-se também as cortes dos senhores feudais galegos e portugueses interessados na propagação de uma forma literária, ou sócio-literária, que se adaptava perfeitamente à sua projeção social e cultural.

#### Etapas
Realmente, é difícil conhecer o momento em que se inicia a lírica trobadoresca galego-portuguesa. Atualmente considera-se  que o limite ad quo (anterior) da nossa lírica trobadoresca está marcado pelo aparecimento da cantiga Ora faz host'o senhor de Navarra, de João Soares de Paiva. Outros investigadores, por sua parte, consideram que a primeira cantiga galego-portuguesa é "Ai eu, coitada como vivo em grande cuidado", atribuída ao rei Sancho I de Portugal; e ainda outros acham que a composição mais antiga é a anónima Cantiga de Guarvaia. Todas estas composições, estão datadas do último terço do século XII. Ainda assim, qualquer dos três textos demonstram pertencer a uma tradição já feita, pelo que devia existir uma tradição lírica anterior.
Quanto ao limite do fim, alguns investigadores situam-no em 1350, ano da publicação do testamento de Pedro Afonso, conde de Barcelos onde deixa um Livro de Cantigas ao seu sobrinho, Afonso XI de Castela. Outros estudiosos, porém, decidem assinalar o fim desta literatura em 1354, ano da morte do Conde de Barcelos, um dos últimos trovadores de poesia lírica galego-portuguesa. Em todo caso, devemos ter em mente que uma tradição lírica não desaparece da noite para o dia, mas requer um processo progressivo de desaparecimento.
Quanto à periodização dos autores, o estudioso italiano Giuseppe Tavani estabeleceu a seguinte classificação:
- A geração histórica: compreenderia desde as origens da lírica galego-portuguesa até 1217, ano em que sobe ao trono de Castela Fernando III. Pertencem a esta etapa Meendinho, João Soares de Paiva, Nuno Anes Cerzeo, Gil Sanches de Portugal, Garcia Mendes II de Sousa, João Soares Somesso, Vasco Fernandes Praga, Estêvão Peres Froião, Rui Gomes de Briteiros, as três irmãs da família galega dos Marinho, Martim Anes Marinho, Pero Anes e Osoiro Anes e Nuno Fernandes de Mirapeixe, Pero Velho e Paio Soares de Taveirós. Tavani acrescenta, ainda que com reservas, mais dois autores Pero Martins e Abril Peres.

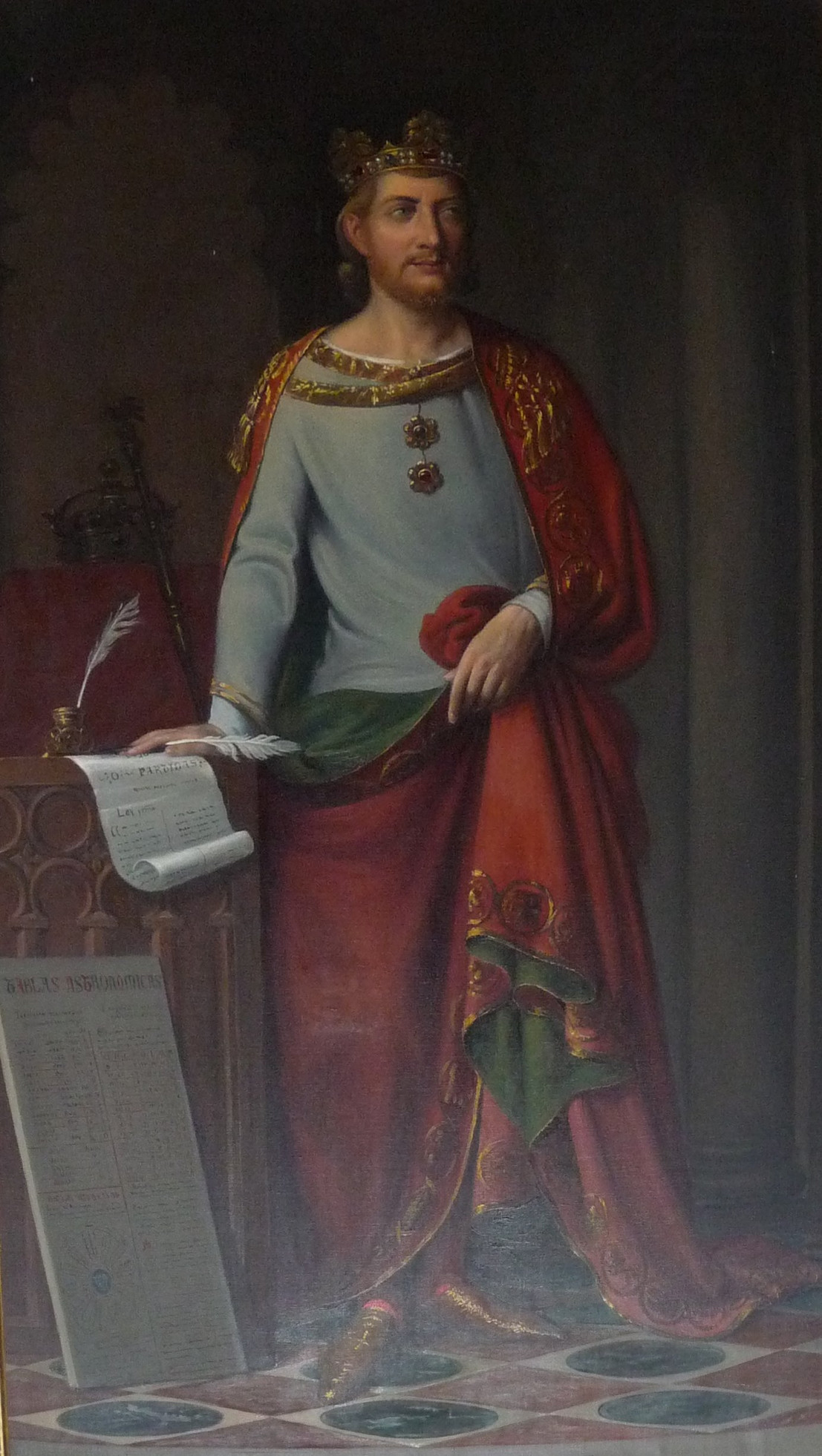
Afonso X pertence à geração intermédia.

- A geração intermédia: compreenderia os reinados de Fernando III (1217-1252) e Afonso X (1252-1284) em Castela e de Sancho II (1222-1243) e Afonso III (1243-1279) em Portugal.

Pertencem a esta fase Lopo Lias, Lopo, Pero Gomes Barroso, Garcia Soares, Martim Soares, João Airas, Mem Rodrigues Tenoiro, Pedro Amigo de Sevilha, Gonçalo Anes do Vinhal, Gomes Garcia, Picandon, Garcia Martins, Airas Peres Vuitorom, Diogo Pezelho, Vasco Gil de Soverosa, Gil Perez Conde, Afonso Mendes de Besteiros, Afonso Lopes de Baião, Gonçalo Garcia de Sousa, Mem Rodrigues de Briteiros, Fernão Fernandes Cogominho, João de Lobeira, Fernão Garcia de Sousa, Fernão Velho, João Peres de Aboim, João Soares Coelho, Afonso X, Pai Gomes Charinho, Martim Codax, Pero da Ponte e João Garcia de Guilhade. Tavani acrescenta uma lista de autores pela sua participação em diferentes polémicas literárias: Garcia Peres, João Baveca, João Vasques de Talaveira, Pero Garcia Burgalês, Pero Garcia de Ambroa, Pero Mafaldo, Vasco Peres Pardal, Estêvão Faião, Martim Moxa, Lourenço, Bernardo Bonaval, Rui Queimado, Pero Larouco, Juião Bolseiro, Pero de Armea, João Romeu, Afonso Anes do Cotom, Rui Pais de Ribela, Fernão Soares de Quinhones, João Servando e Rodrigo Anes Redondo.

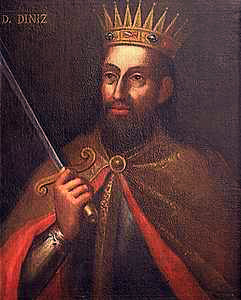
D. Dinis, Rei de Portugal.

- A corte poética de D. Dinís: compreenderia o reinado deste monarca português (1279-1324). Pertenceriam a esta geração dom Dinís, João Mendes de Briteiros, João Velho de Pedrogães, Martim Peres Alvim, Fernão Rodrigues Redondo, Afonso Sanches, Estêvão da Guarda, Vasco Martins de Resende, Estêvão Coelho, João de Gaia, Estêvão Reimondo, Rui Martins do Casal, José e Pedro de Portugal. Giuseppe Tavani considera que estariam activos na corte de dom Dinis os seguintes poetas: João Zorro, Estêvão Fernandes, Estêvão Travanca, Martim Padrozelos, Nuno Peres Sandeu, Paio Calvo, Pero Guterres e Pero Mendes da Fonseca.

- Epígonos: são os autores posteriores a Afonso X e dom Dinis depois da morte de Afonso X e a subida ao trono de Sancho IV, a atividade poética na corte de Castela decai. Temos neste período, ademais da presença de trovadores da geração anterior, não se documenta a presença de muitos poetas nesta corte, sendo Airas Nunes, Fernando Esquío, Fernão do Lago (ainda que possivelmente haja que identificá-lo com o anterior),  e Fernão Pais de Tamalhancos os grandes autores deste período. Ainda puderam estar presentes nesta corte Galisteu Fernandes e Golparro. É possível que em Compostela atuassem os jograis galegos João de Requeixo, Airas Paiz e João de Cangas, no caso de Martim de Caldas e Martim Campina não se conhece a sua origem geográfica.

Em Portugal temos um panorama semelhante depois a morte de dom Dinis. Aos poetas que estiveram ativos na corte de dom Dinis, só se somam mais quatro: João, João Fernandes de Ardeleiro, Vidal e Pedro Afonso, conde de Barcelos.

#### Transmissão

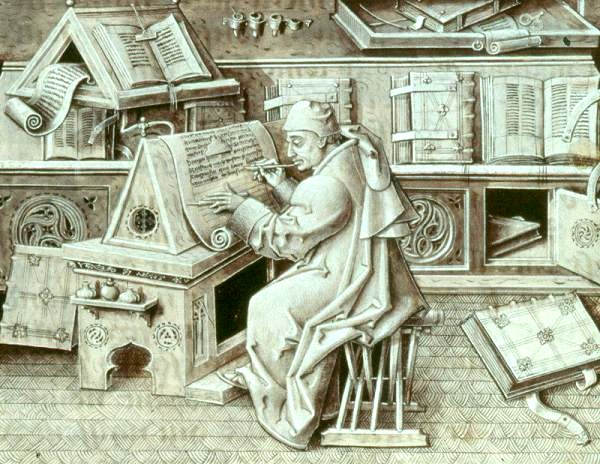
Na Idade Média, os livros eram copiados pelos monges num scriptorium.

Atualmente só conhecemos três códices que contêm composições líricas medievais galego-portuguesas. Estes são:
- Cancioneiro da Ajuda (A) : Este é o códice mais antigo que conhecemos, que data aproximadamente do século XIII. Recebe este nome porque se encontra conservado na biblioteca do Palácio Real da Ajuda, em Lisboa . Contém 310 composições em pergaminho, escritas por uma única mão em escrita gótica. O cancioneiro apareceu carente de notação musical e muitas das miniaturas ficaram por copiar.
- Cancioneiro da Biblioteca Nacional /Cancioneiro Colocci-Brancutti (B) : Recebe este nome porque se encontra conservado na Biblioteca Nacional de Lisboa . Foi copiado por ordem do humanista genovês Angelo Colocci no final do século XV, com base em outro códice hoje perdido. É um manuscrito copiado a várias mãos composto por 1560 textos.
- Cancioneiro da Vaticana (V) : Por estar guardado na Biblioteca do Vaticano. Composto por 228 fólios, este códice foi copiado dum cancioneiro hoje perdido, por ordem de Coloccie contém os cinco lais galego-portugueses da Bretanha de que hoje temos testemunho. Ambos os apógrafos italianos seriam um presente para o Papa Leão X, presente que foi interrompido pela invasão de Génova pelas tropas aragonesas. Foi precisamente a iminência da chegada do exército aragonês que fez com que os manuscritos B e V aparecessem escritos com caligrafia irregular e cheios de erros.

Além destes três cancioneiros, temos outros testemunhos nos quais são recolhidas manifestações de letras medievais galego-portuguesas. São:
- Berkeley : Trata-se de um manuscrito escrito no final do século XVI e início do século XVII, preservado na Universidade de Berkeley e que chega a ser uma espécie de "duplo" do Cancioneiro do Vaticano, embora algumas leituras específicas pareçam sugerir uma vida autónoma deste códice cujas leituras, em todo o caso, interessam para completar as do seu “irmão” Vaticano.

- Pergaminho Vindel : Este é um pergaminho escrito no final do século XIII, em escrita gótico-francesa, com notação musical e contendo as sete canções de um amigo de Martim Codax. O nome de Vindel foi dado em homenagem ao descobridor deste testemunho, o bibliotecário Pedro Vindel.

- Pergaminho Sharrer : Trata-se de um fragmento de um cancioneiro hoje perdido (datado do século XIII) que contém sete canções de amor do rei português Dom Dinis. Contém notação musical e foi descoberto por Harvey Leo Sharrer.

#### A cantiga de amigo
Segundo a Arte de Trovar, as cantigas de amigo são aquelas "movidas a razão dela". Trata-se, pois, de composições de tema amoroso e com sujeito lírico feminino (declamados por uma mulher). No entanto, estes textos foram sempre escritos por homens.
As cantigas de amigo são o género mais autóctone da letra profana galego-portuguesa, cuja base reside nas letras populares, mas criadas artisticamente na corte, sob rígidos critérios formais.
Ramón Menéndez Pidal, autor dedicado ao estudo da literatura hispânica, por razões ideológico-políticas, quis relacionar as cantigas de amigo com os karaghat moçárabes, mas na realidade estas duas manifestações medievais têm poucos traços em comum, exceto que ambas têm um sujeito feminino.  Como resultado dos estudos de Menéndez Pidal, criou-se o tópico (errado) que equipara as cantigas de amigo e o karaghat, que ainda sobrevive em muitos manuais de literatura .

#### A cantiga de amor
Se na Arte de Trovar se afirmava que as cantigas de amigo eram "movidas a razão dela", também aparece no mesmo lugar que as cantigas de amor são as "movidas a razão dele". Portanto, são de temática amorosa têm um sujeito lírico masculino. Este, cantará as grandezas de uma mulher ideal (a senhora), à qual lhe deve fidelidade. As cantigas de amor são de inspiração provençal.

#### Cantigas satíricas (deescárnio e maldizer)
As cantigas satíricas originaram-se sobre uma antiga poesia autóctone de tradição oral e a influência do sirventés, que se servia da estrutura e melodia de uma canção preexistente e, ao invés das cantigas satíricas, tinha uma finalidade moral e social, e não pretendiam divertir. Segundo o outra vez citado Arte de Trovar, podemos dizer que as cantigas de escárnio são aquelas nas que o poeta "diz mal de alguém com palavras encobertas", enquanto que nas de mal dizer fá-lo abertamente. A diferença entre ambos os dois géneros consiste, pois, na utilização ou não utilização do recurso retórico da aequivocatio (o qual consiste em agachar significados ocultos). As cantigas de escárnio, portanto, seriam as que contariam no seu interior com o recurso da aequivocatio.
A sátira encoberta ou descoberta é sumamente importante no contexto medieval, posto que as composições eram lidas em público e em muitas ocasiões -supomos- frente a pessoa escarnida.

#### Géneros menores

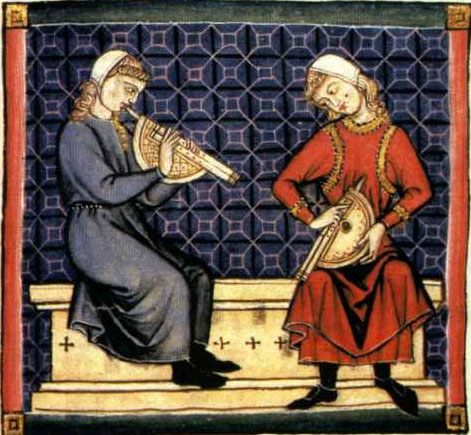
No tenso dois autores se opõem sobre algum assunto.

Segundo Giuseppe Tavani, são aqueles géneros pouco cultivados na lírica galego-portuguesa que não sofreram qualquer tipo de mutação ou miscigenação na sua passagem da lírica provençal para a nossa. Podemos destacar o seguinte:
Cantiga de seguir: É denominada assim a cantiga realizada a partir de uma composição anterior, da qual imitará elementos como a rima, o esquema métrico ou a música. A cantiga de seguir dá-se sobretudo no género da Cantiga de amigo.
Tenso: Trata-se de um jogo poético, de uma composição dialogada, escrita por dois autores, na qual os poetas debatem sobre um tema determinado. O tenso galego-portuguesa era inspirado no partiment de língua occitana.
Pranto: Composição elegíaca (de inspiração occitana), na qual se canta o lamento pela morte de uma personagem célebre.
Sirventés moral: Ainda que adota incluir-se dentro das cantigas de escárnio e mal dizer, esta modalidade poética no âmbito galego-português merece um tratamento especial.

#### Géneros contaminados
Segundo Tavani, são aqueles géneros pouco cultivados nas letras galego-portuguesas e que, além disso, sofreram algum tipo de mutação ou miscigenação na sua passagem das letras provençais para as nossas.
Alva : Considerada uma espécie de Cantiga de amigo, foi catalogada por Giuseppe Tavani, como um dos géneros contaminados. São composições em que os amantes expressam a sua desilusão com a chegada da madrugada, o que equivale à separação dos amantes.
Pastorela é um género de origem transpirenaico que teve ampla aceitação nas áreas francesa e provençal, e ainda manteve continuidade até o Renascimento. São composições em que um personagem masculino de classe social elevada se propõe a “apaixonar-se” por uma menina de condição humilde e de origem rural (uma pastora ). Costuma-se dizer que a origem social e rural da menina é o que dá nome ao género, mas hoje os estudiosos que se dedicam à literatura medieval duvidam disso, já que pastor na Idade Média também poderia significar jovem .
Lai (ou lai de Bretanha) : São cinco textos transmitidos pelo Cancioneiro da Biblioteca Nacional de Lisboa, que traduzem livremente para o galego-português poemas franceses incluídos no livro de Tristão. São composições de amor, derivadas do tema da Bretanha e protagonizadas por personagens pertencentes ao ciclo arturiano.
Discordo : Composição baseada na descort occitano, caracterizada pela alternância aparentemente sem sentido (daí seu nome) de esquemas métricos e de rima. As estrofes do poema podem ter um número diferente de versos e os versos por sua vez têm um número diferente de sílabas.

### Religiosa

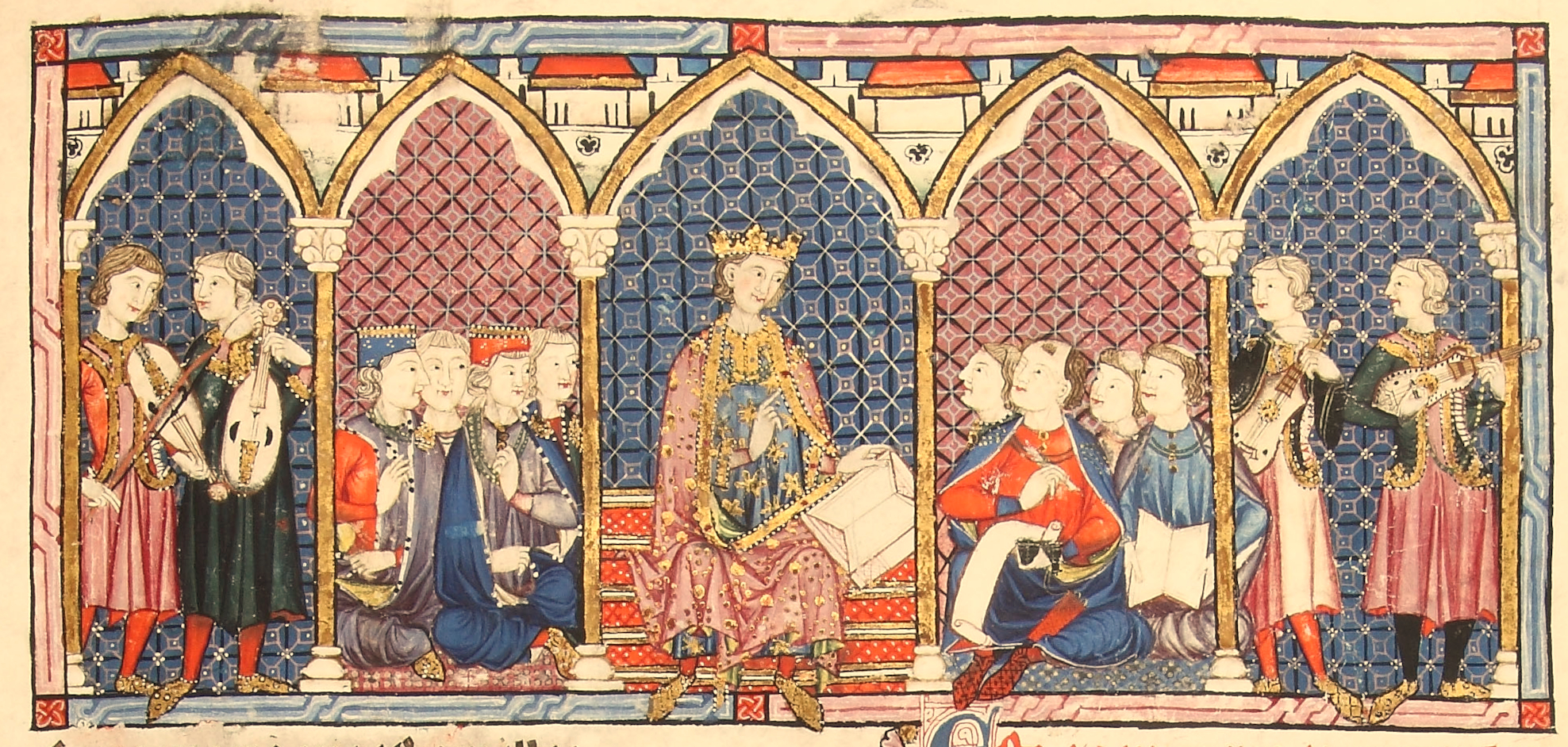
Ilustração das Cantigas de Santa Maria.

Por imitação da lírica de amor profana surge a lírica religiosa galego-portuguesa, que é representada pelas Cantigas de Santa Maria. São 427 composições, da autoria de Afonso X de Castela, que surgiram na sequência do fervoroso culto à Virgem, que viria a ocorrer sobretudo a partir do século XI.
A intenção criativa não foi outra senão dar um presente ao Papa, com o objetivo de convencê-lo a priorizar a sé episcopal de Toledo em detrimento da de Santiago de Compostela. Pode parecer paradoxal que o sábio rei tenha utilizado a língua galega para atingir um objetivo desfavorável para a Galiza, mas devemos ter em conta que, na Idade Média, considerava-se na maior parte da Península Ibérica que o galego-português era a língua mais adequada a criação lírica.
As Cantigas de Santa Maria transferem o amor cortês para o plano religioso. Mas agora o poeta, em vez de jurar fidelidade a um senhor, jurará fidelidade à Virgem; e se na canção de amor o poeta cantou as qualidades de uma mulher ideal, nas Cantigas de Santa Maria serão cantadas as virtudes da Virgem Maria.

## Prosa
Convencionalmente, a prosa medieval galega é classificada em três áreas genéricas: hagiografia, historiografia e prosa ficcional. Apesar de em nenhum dos três casos serem criações originais em galego, mas sim traduções ou versões, isso não significa que estejamos perante um episódio cultural desprovido de valor. Na verdade, o brilhantismo das letras fez – e ainda faz – um certo número de analistas desconsiderar a validade dos textos em prosa. Contudo, na perspetiva atual, projeta-se um movimento, por parte dos historiadores atuais, de revalorização da prosa medieval galega não só do ponto de vista linguístico-histórico, mas também literário. E é preciso compreender bem o significado das palavras “tradução”, “versão”, “original” no espaço medieval antes de realizar juízos de valor sobre o legado. Desta forma, podemos observar que, apesar de não haver comparação com o espetáculo trovadoresco, temos uma produção em prosa variada e interessante, que dá plena noção da vitalidade da língua e da sua capacidade de difusão. todas as áreas e não apenas na secção lírica. Vejamos, então, estes grandes tipos de prosa medieval:

### Hagiografia
O objetivo da literatura hagiográfica é registrar a vida exemplar e os milagres realizados pelos santos, com o objetivo de glorificá-los e servir de modelo de comportamento para os leitores.
O principal protagonista da prosa hagiográfica em galego é o apóstolo Santiago. O texto fundamental é o intitulado Milagres de Santiago, versão reduzida do Liber Sancti Iacobi, que se conserva num códice fragmentário do primeiro terço do século XV. Para muitos historiadores, é a verdadeira “alfaia” da nossa prosa medieval.

### Prosa ficcional
Esta prosa é derivada do romance francês nascido na segunda metade do século XII, a prosa ficcional medieval em galego tem como principal representante a Crónica Troiana, a versão galega do Roman de Troie. A versão foi encomendada pelo conde Fernán Pérez de Andrade a partir de uma tradução espanhola e foi concluída em 1373 (estima-se, no entanto, que é provável que tenha havido uma versão galega anterior da qual surgiria a versão espanhola). Crónica troiana é a primeira grande obra de ficção em galego em que a destruição de Troia é narrada com base em textos clássicos.
Para além deste texto, existem vários fragmentos e manuscritos soltos de valor variado, entre os quais se destaca um fragmento de um (já da temática da Bretanha), do terceiro quartel do século XIV, importante por ser a tradução de um ciclo textual de que nenhum testemunho se conserva nas restantes literaturas peninsulares. Igualmente, conservam-se textos de dimensões desiguais das três sequências - Livro de José de Arimatéia, Merlim e a busca do Santo Graal - em que se divide a chamada Vulgata que contém o ciclo arturiano ou matéria da Bretanha

### Historiografia
Os primórdios da historiografia galega estão, naturalmente, relacionados com Afonso X, que, mesmo tendo optado pelo castelhano como língua da cultura, promoveu a tradução de vários textos para outras línguas peninsulares.
De finais do século XIII, trata-se de uma tradução galega de uma Crónica de Castela, que é também precedida por uma genealogia real navarra, conhecida como Liber Regum e acompanhada de um resumo do reinado de Fernando III de Castela e dos seus sucessores, e de outras textos menores. O texto resultante é conhecido como Crónica Galega de Leão e Castela. É um dos textos em prosa mais arcaicos conhecidos e está na base de importantes textos portugueses como a Crónica geral de 1344 e, sobretudo, a Crónica de 1404 (data da sua conclusão), um dos poucos textos em prosa originalmente escritos em Galego (embora mantenha o início original em espanhol).
Conserva-se também uma tradução incompleta da Estória Geral Afonsina e de uma Crónica de Santa Maria de Iria, tradução de duas fontes latinas.